# Peter Nikolajevitj af Rusland
Peter Nikolajevitj (russisk: Пётр Николаевич; født 10. januar 1864 i Skt. Petersborg, død 17. januar 1931 i Antibes) var storfyrste af Rusland og tilhørte slægten Romanov. Storfyrst Peter tilhørte Nikolajevitji-grenen af den russiske kejserfamilie.

## Familie
Storfyrst Peter blev født som den yngste søn af storfyrst Nikolaj Nikolajevitj og storfyrstinde Alexandra Petrovna af Oldenborg. Nikolaj Nikolajevitj var tredje søn af kejser Nikolaj 1. af Rusland.
Peters ældre bror og eneste søskende var storfyrst Nikolaj Nikolajevitj, der senere blev kendt som øverstkommanderende for den russiske hær i begyndelsen af 1. verdenskrig. Peter og hans nærmeste familie blev kendt som Nikolajevitji-grenen af den russiske kejserfamilie.

## Tidlig liv
Peter var som ung tit overladt til sig selv. Hans forældre havde et dårligt ægteskab, og da hans ældre bror Nikolaj snart indledte sin militære karriere, tilbragte Peter ofte megen tid alene i det store Nikolajslot, hvor hans familie boede.
Han boede derfor en overgang i Vinterpaladset hos sin onkel, kejser Alexander 2. af Rusland
Som traditionen foreskrev tjente Peter i den russiske hær. Han fik sin militære uddannelse i kavaleriet, hvor han tog sin endelige eksamen i 1884.

## Ægteskab
I 1889 blev Peter gift med prinsesse Militza af Montenegro, en datter af den regerende fyrste af Montenegro.
Parret fik tre overlevende børn.
- Marina Petrovna af Rusland
- Roman Petrovitj af Rusland
- Nadezjda Petrovna af Rusland

Som boliger havde parret paladset Znamenka ved Peterhof og Djulber på Krim. Sidstnævnte havde Peter selv designet. Han var interesseret i arkitektur og orientalsk kunst, og Djulber kom til reflektere dette.
Kort efter sit bryllup udviklede Peter en lungesygdom, der forfulgte ham livet igennem, og han rejste til Egypten, på grund af det mildere klima.

## Senere
Peter blev i de senere år tæt knyttet til sin ældre broder, som han oftest stod i skyggen af. Senere blev Nikolaj gift med Militzas søster, Anastasia af Montenegro.
Peter og hans hustru var gode venner med kejser Nikolaj 2. af Rusland og kejserinde Aleksandra Fjodorovna, og de forsøgte at øve en indflydelse på kejserparret. De var kendt for at havde introduceret flere mystikere til det russiske hof, heriblandt staretsen Rasputin. De havde en interesse i det okkulte og mysticisme, som dengang var på mode i selskabslivet.
Peter og hans hustru samt broderen Nikolaj og hans hustru Anastasia var ikke særlig populære ved det russiske hof, især ikke kvinderne. De gik under navnet den sorte plage, et spil på deres interesser, hjemland og mørke teint. Efterhånden mistede de indflydelsen på kejserparret og var stadig upopulære skikkelser.

## Revolution og eksil
Under 1. verdenskrig fulgte Peter sin broder, og efter den russiske revolution bosatte han sig på Djulber sammen med sin familie. Her var de ofte i overhængende livsfare. En kort overgang boede enkekejserinde Maria Fjodorovna også på Djulber, da paladset ydede en god beskyttelse mod indtrængende bander og kommunistiske militærenheder.
Peter flygtede fra Rusland i 1919 med det britiske krigsskib HMS Marlborough. Han bosatte sig i det sydlige Frankrig, hvor han døde i 1931.